# Hypomesus
Hypomesus is een geslacht van spieringen (Osmeridae), bestaande uit zes soorten die aangetroffen worden op het noordelijk halfrond. 

## Verspreiding en leefgebied
Hypomesus olidus is wijdverspreid over noordelijk Azië, Alaska, en noordwestelijk Canada, terwijl Hypomesus transpacificus  een bedreigde diersoort is in de Sacramento Delta in noordelijk Californië (Verenigde Staten).

## Soorten
- Hypomesus japonicus (Brevoort, 1856)
- Hypomesus nipponensis McAllister, 1963
- Hypomesus olidus Pallas, 1814
- Hypomesus pretiosus Girard, 1854 – Amerikaanse spiering
- Hypomesus transpacificus McAllister, 1963